# コミックシーモア
コミックシーモアは、NTTソルマーレ株式会社が運営する電子書籍配信サイトである。コミックiを前身としている。
他社発行の漫画・ライトノベル・小説などを配信しているほか、ソルマーレ編集部による複数の漫画オリジナルレーベルが存在する。

## 沿革
- 2003年11月 デジタルコミック「C'moA（シーモア）」サービス開始
- 2004年8月「コミックi」がdocomo向けにサービス開始[2][1]
- 2005年5月au（EZweb公式サイト）向けの「コミックシーモア」がサービス開始[3]
- 2005年7月Vodafone（ボーダフォン公式サイト）向けの「コミックシーモア」がサービス開始[4]
- 2005年5月「コミックｉ」がｉモードサイト大賞2005「話題賞」を受賞
- 2008年5月コミックｉ・コミックシーモアが第8回ICT事業奨励特別賞を受賞（社団法人電気通信協会　第70回創立記念式典にて）
- 2010年5月「コミックｉ」「コミックシーモア」のサービス名称を「コミックシーモア」に統一化[5]
- 2011年12月デジタルコミック誌「オヤジズム」創刊
- 2012年8月「コミックシーモア」がマルチデバイス化
- 2013年1月「シーモア読み放題」サービス開始[6]
- 2013年3月「シーモアレンタル」サービス開始
- 2014年8月「コミックシーモア」サービス開始10周年[1]
- 2014年8月「コミックシーモア」10周年を記念して8月16日が「電子コミックの日」として認定（一般社団法人 日本記念日協会）
- 2014年12月「シーモアBOOKSPOT」サービス開始[7]
- 2016年4月 電子書籍サイト「コミックシーモア」テレビCM公開
- 2016年12月 電子書籍サイト「コミックシーモア」オリジナルキャラクター “ヒマ女”が登場する新TVCM公開
- 2017年3月 マンガ家のプロデビューをバックアップ「コミックシーモア毎月マンガ賞」を新設[8]
- 2017年9月 「電子書籍×AI（人工知能）」AI・機械学習を活用したレコメンドサービス提供開始
- 2017年11月 「みんなが選ぶ!!電子コミック大賞2018」エントリー開始
- 2018年1月 「みんなが選ぶ!!電子コミック大賞2018」発表
- 2018年7月 電子書籍サイト「コミックシーモア x  We Love コミック」テレビCM公開
- 2018年11月 「みんなが選ぶ!!電子コミック大賞2019」エントリー開始
- 2018年12月 「We Loveコミック総研」開始
- 2019年1月 「みんなが選ぶ!!電子コミック大賞2019」発表
- 2019年3月 「この男は人生最大の過ちです」予告編風動画公開
- 2019年7月　 電子書籍サイト「コミックシーモア」テレビCM公開
- 2019年10月 「みんなが選ぶ!!電子コミック大賞2020」エントリー開始
- 2019年11月 コミックシーモアオリジナル作品「この男は人生最大の過ちです」ドラマ化決定
- 2020年1月 「みんなが選ぶ!!電子コミック大賞2020」発表
- 2020年2月 コミックシーモアオリジナル作品「家政夫のナギサさん」が「私の家政夫ナギサさん」としてTBS系にてドラマ化決定
- 2020年9月 コミックシーモアオリジナル作品「僕らは恋がヘタすぎる」がABCテレビにてドラマ化決定
- 2020年9月 「おカネの切れ目が恋のはじまり」コミックシーモアでマンガ化が決定
- 2020年10月 「みんなが選ぶ電子コミック大賞2021」エントリー開始
- 2020年11月 「わちゃわちゃんねるpresented by コミックシーモア」配信開始
- 2020年11月  ｢コミックシーモア｣TVCM、CM総合研究所実施CM好感度調査、マスコミ・教育系業類No.1獲得
- 2021年1月 「みんなが選ぶ電子コミック大賞2021」発表
- 2021年2月  コミックシーモアオリジナルコミック「ももいろ あんずいろ さくらいろ」TVドラマ化決定
- 2021年2月 人気声優出演「Ficus Party 2nd」開催
- 2021年3月 ｢コミックシーモア｣TVCM・WEB動画、野村総合研究所の「広告効果賞2020」金賞受賞
- 2021年3月　速水もこみち×若月佑美「結婚できないにはワケがある。」TVドラマ化決定
- 2021年3月 「手越祐也チャンネル×コミックシーモア」YouTubeチャンネルマンガ紹介
- 2021年3月 「速水もこみち公式チャンネルM’s TABLE by Mocomichi Hayami×コミックシーモア」YouTubeチャンネルマンガ紹介
- 2021年3月 「本郷奏多の日常×コミックシーモア」YouTubeチャンネルマンガ紹介
- 2021年4月 「シーモア毎日無料連載」サービス開始[9]
- 2021年7月 「勝手に漫画アワード」放送
- 2021年8月 「コミックシーモア新TVCM」全国放映開始
- 2021年8月 「ソルマーレ編集部」設立10周年
- 2021年9月 「シーモア島」サービス開始[10]
- 2021年9月 「みんなが選ぶ電子コミック大賞2022」エントリー開始
- 2021年9月 「#BL探してます診断」キャンペーン開催
- 2021年10月　オリコン顧客満足度ランキング｢電子コミックサービス 総合型｣第１位評価獲得
- 2021年10月 「本郷奏多の日常×東海オンエアてつや×コミックシーモア」YouTubeチャンネルマンガ紹介
- 2021年12月  ｢コミックシーモア｣TVCM、BRAND OF THE YEAR 2021「消費者を動かしたCM展開」受賞
- 2021年12月 「勝手に漫画アワード」第2弾放送
- 2022年1月 「みんなが選ぶ電子コミック大賞2022」発表
- 2022年10月 「みんなが選ぶ電子コミック大賞2023」エントリー開始
- 2022年10月 ニコニコチャンネル「もっと！わちゃわちゃんねる」特番配信決定
- 2022年10月 コミックシーモア取扱冊数、100万冊突破
- 2022年10月 新規コミック出版事業「シーモアコミックス」創設[11]
- 2022年12月 オリジナルコミック「バツイチ2人は未定な関係」TVドラマ化決定
- 2022年12月 BRAND OF THE YEAR 2022｢消費者を動かしたCM展開｣2年連続受賞
- 2022年12月 YouTube番組「わちゃわちゃんねる presented by コミックシーモア」配信100回＆2周年記念　特番配信決定
- 2023年1月 「みんなが選ぶ電子コミック大賞2023」発表
- 2023年5月 「Ficus Party 4th」開催
- 2023年3月 ｢シーモアタウン 星の数ほどの出会い｣新TVCM全国放映開始
- 2023年3月 ｢よだれ不可避 魅惑の飯テロ診断｣開催
- 2024年1月「電子コミック大賞2024」発表予定

## オリジナルレーベル

### シーモアコミックス
「コミックシーモア」のオリジナルコミック編集部。
2011年1月に「ソルマーレ編集部」として誕生し、2024年9月「シーモアコミックス」に名称変更。

制作作品はコミックシーモアで独占先行配信された後、国内外の電子書店へ配信。一部作品はメディア化、紙単行本化もされている。

総作品数は2,200作品以上。（2025年1月時点）

#### レーベル
- 少女・女性マンガ
恋するソワレ
恋するソワレ+
- 青年マンガ
ズズズキュン！
- BLマンガ
Ficus
- TLマンガ
スキして？桃色日記
- アダルトマンガ
桃色エンジェル
- その他
トレモアcollection

#### 過去に存在したレーベル
- ソラルル
- 呪!ケータイシリーズ
- 恋するケータイ
- 桃･色･体･験 幕末ティーンズラブ
- 女子のアナ
- シーモア×TOPTOON
- カレコレ 彼氏s'コレクション

## 作品のメディアミックス

### テレビドラマ化
| ドラマ作品名                 | キー局         | 放送時期          |
| ---------------------------- | -------------- | ----------------- |
| この男は人生最大の過ちです   | テレビ朝日系列 | 2020年1月 - 3月   |
| 私の家政夫ナギサさん         | TBS系列        | 2020年7月 - 9月   |
| 僕らは恋がヘタすぎる         | 朝日放送テレビ | 2020年10月 - 12月 |
| 結婚できないにはワケがある。 | 朝日放送テレビ | 2021年4月 - 6月   |
| バツイチ2人は未定な関係      | テレビ朝日系列 | 2022年1月         |
| 買われた男                   | テレビ大阪     | 2024年4月 - 6月   |
| きみの継ぐ香りは             | TOKYO MX       | 2024年11月 - 12月 |
| キスでふさいで、バレないで。 | 読売テレビ     | 2025年2月 - 4月   |
| 低体温男子になつかれました。 | TOKYO MX       | 2025年5月 -       |

### 映画化
| 映画作品名 | 配給    | 公開年 |
| ---------- | ------- | ------ |
| 純愛上等!  | S・D・P | 2026年 |

## 広報活動
2024年8月16日に迎える20周年を記念して6月24日より特設サイトをオープン。テレビCMには新たに小芝風花、木村昴、澤部佑を起用し8月1日より放送開始。

### CMキャラクター
シーモア使いのフウカ
演 - 小芝風花
コミックシーモアを普段からよく使っている。
疑いのスバル
演 - 木村昴
コミックシーモアに対し半信半疑。
迷えるサワベ
演 - 澤部佑（ハライチ）
コミックシーモアの利用に踏み出せない。

### 過去のCM出演者
- 山本美月（2016年）
- 加藤ローサ（2018年 - 2019年）
- 児嶋一哉（アンジャッシュ）（2018年 - 2019年）
- 高橋一生（2019年 - 2020年）
- 竹内涼真（2020年 - 2024年）
- 中条あやみ（2020年 - 2024年）
- ケンドーコバヤシ（2022年 - 2024年）
- 柄本時生（2021年 - 2022年）

### 提供番組
- ぐるぐるナインティナイン（2021年4月 - ）